# Dichochrysa rothschildi
Dichochrysa rothschildi är en insektsart som först beskrevs av Luisa Eugenia Navas 1915.  Dichochrysa rothschildi ingår i släktet Dichochrysa och familjen guldögonsländor. Inga underarter finns listade i Catalogue of Life.